# 尤皮爾特佩克
14°12′N 89°47′W / 14.200°N 89.783°W
尤皮爾特佩克（西班牙語：Yupiltepeque），是危地馬拉的城鎮，位於該國東南部，由胡蒂亞帕省負責管轄，面積36平方公里，海拔高度994米，2002年人口13,079，人口密度每平方公里363.31人。